# PNU-282,987
PNU-282,987 je lek koji deluje kao potentan i selektivan agonist za α7 podtip neuronskih nikotinskih acetilholinskih receptora. U životinjskim studijama, on ispoljava nootropne efekte, te njegovi derivati mogu da budu korisni u tretmanu šizofrenije. PNU-282,987 nije podesan za kliničku upotrebu zbog jake inhibicije hERG antimete.